# Yevgenia Alissova-Klobukova
 (juillet 2024).
Yevgenia Nikolayevna Alissova-Klobukova (en russe : Евге́ния Никола́евна Али́сова-Клобуко́ва ; née le 24 juillet 1889 et morte le 13 janvier 1962), était une botaniste soviétique connue pour avoir collecté et identifié au moins six espèces de ptéridophytes et de spermatophytes avec le co-auteur Vladimir Leontyevich Komarov,,. L'abréviation d'auteur standard Aliss. est utilisée pour indiquer cette personne comme l'auteur lors de la citation d'un nom botanique.